# خروج: خدایان و پادشاهان
خروج: خدایان و پادشاهان (به انگلیسی: Exodus: Gods and Kings) یک فیلم حماسی انجیلی به کارگردانی و تهیه‌کنندگی ریدلی اسکات است که در سال ۲۰۱۴ منتشر شد. بازیگران فیلم کریستین بیل، جوئل اجرتون، جان تورتورو، آرون پال، بن مندلسون، سیگورنی ویور، بن کینگزلی و گلشیفته فراهانی هستند. این فیلم به تفسیری از داستان سفر خروج موسی از مصر و هدایت قوم بنی‌اسرائیل می‌پردازد. توسعه بر روی این فیلم برای اولین بار توسط اسکات در ژوئن ۲۰۱۲ اعلام شد. مراحل فیلم‌برداری عمدتاً در اسپانیا در اکتبر ۲۰۱۳ و با فیلمبرداری اضافی در استودیو پاین‌وود در انگلستان انجام شد. دارن آرونوفسکی، کارگردان فیلم نوح ابتدا برای ایفای نقش اصلی فیلمش کریستین بیل را در نظر داشت، ولی بیل به‌خاطر مشکل زمانی در برنامه‌هایش نتوانست این نقش را بپذیرد.
این فیلم در ۱۲ دسامبر ۲۰۱۴ توسط کمپانی فاکس قرن بیستم منتشر شد و در مصر و امارات متحده عربی به دلیل «عدم دقت تاریخی» ممنوع شد. این فیلم نقدهای ضد و نقیضی را از منتقدان دریافت کرد اما جلوه‌های بصری و اجرای بازیگران با تحسین منتقدان همراه بود. این فیلم با بودجه ۱۴۰ تا ۲۰۰ میلیون دلاری، ۲۶۸ میلیون دلار در سراسر جهان فروش داشت.

## بازیگران
- کریستین بیل در نقش موسی
- سیگورنی ویور در نقش ملکه تویا
- جوئل ادگورتون در نقش رامسس دوم
- آرون پل در نقش جاشوا
- ماریا والورده در نقش صفورا
- جان تورتورو در نقش ستی
- بن مندلسون در نقش هگپ
- بن کینگزلی در نقش نون
- تارا فیتزجرالد در نقش میریام
- ایندیرا وارما در نقش‌های پریستس
- حیم عباس در نقش بیتهاه
- گلشیفته فراهانی در نقش نفرتاری، همسر رامسس دوم[۱۰]
- غسان مسعود
- دار سلیم
- انتان الکساندر

## تولید

### توسعه
در ۵ مارس ۲۰۱۳، سایت ددلاین.کام گزارش داد که ریدلی اسکات، کریستین بیل را برای بازی در فیلمش انتخاب کرده‌است؛ در ماه اوت او به وی نقش موسی را داد. در همان روز جوئل ادگورتون در نقش رامسس به گروه اضافه شد و تولید در ماه سپتامبر آغاز گردید. استودیو اعلام کرد که به کادر فیلم ۳ تا ۴ هزار نفر دیگر در آلمِریا و پِچینا اسپانیا و یکهزار تا ۲ هزار نفر دیگر در جزیره فوئرته‌ونتورا اضافه خواهد شد. در ۲۷ اوت هم آرون پل به عنوان جاشوا به فیلم اضافه شد. سیگورنی ویور، بن کینگزلی و جان تورتورو همچنان در حال مذاکره در مورد پیوستن به کادر فیلم بودند. در ۲۷ مارس ۲۰۱۴، استودیو اسم فیلم را به خروج:خدایان و پادشاهان تغییر داد. به نقل از ریدلی اسکات سکانس عبور از دریای قرمز الهام گرفته از یک سونامی ای است که اعتقاد دارند بر اثر زلزله زیر آب حدود ۳ هزار سال پیش در کشور ایتالیا رخ داده‌است. گلشیفته فراهانی طی مصاحبه‌ای در جشنواره فیلم ابوظبی گفت که در فیلم اکسودوس بازی خواهد کرد. او در این فیلم در نقش نفرتاری همسر رامسس ظاهر شد. او پیش از این در فیلم یک مشت دروغ با ریدلی اسکات همکاری کرده‌است.

### فیلم‌برداری

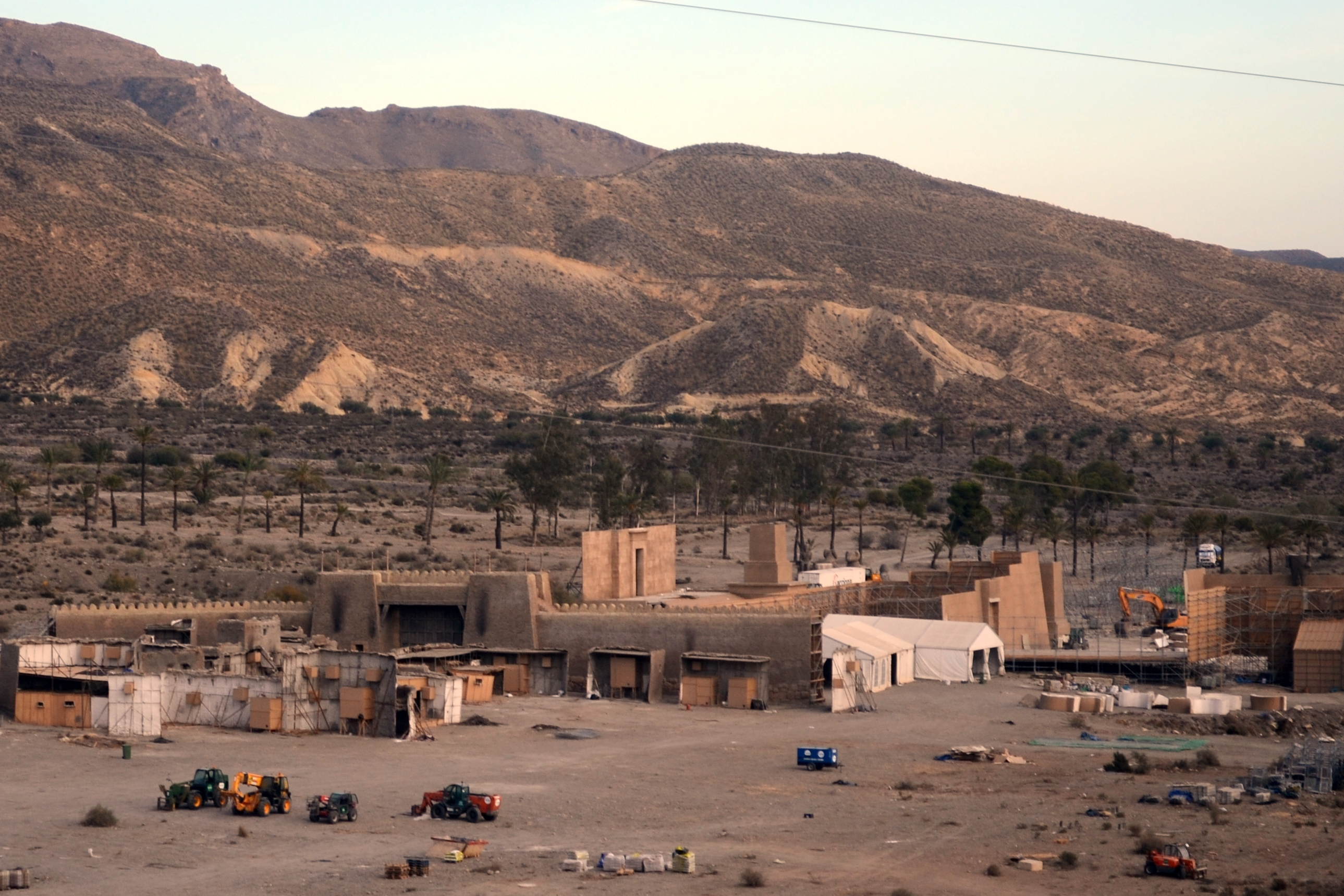
خروج لوکیشن فیلم‌برداری در پاچینا، آندالوسیا، اسپانیا

فیلم‌برداری فیلم در اکتبر ۲۰۱۳ در آلمِریای اسپانیا آغاز شد. فیلمبرداری‌های استودیویی دراستودیوهای فیلم‌سازی پاین‌وود در لندن انجام شدند. فیلم‌برداری در ۲۲ اکتبر در تابرناسِ آلمِریا به عنوان لوکیشن اول و اورزازاته در مراکش به عنوان لوکیشن سی یِرا اَلهَمیلا در آلمِریا شروع شد. همچنین فیلم‌برداری قسمتی از فیلم در فوئرته‌ونتورا در جزایر قناری مدت ۷۴ روز انجام شد.

### پس از تولید
در این فیلم بیش از ۱٬۵۰۰ جلوه بصری دیجیتالی برای تقویت صفوف عبرانیان و برای کمک به نمایش بهتر بلاء از تگرگ، ملخ و قورباغه، بکار گرفته شد. همین‌طور زندگی واقعی ۴۰۰ قورباغه را در یک قسمت نشان دادند. در ۸ ژوئیه ۲۰۱۴ اعلام شد که آلبرتو ایگلسیاس موسیقی متن فیلم و آهنگ‌های اضافی هری گرگسون-ویلیامزرا می‌سازند. در یک مصاحبه اسکات گفت که سکانس آخر ۴ ساعت بود که در نسخه سینمای به ۹۰ دقیقه کاهش یافت.

## توزیع
فیلم در اولین تعطیلات آخر هفته از ماه دسامبر در ۶٬۴۶۲ سینما و در کشورهایی مانند کره جنوبی، مکزیک، هنگ کنگ و هند اکران شد. فیلم در ۱۲ دسامبر در شمال آمریکا در ۳٬۵۰۳ سینما و در انگلستان در ۲۶ دسامبر اکران شد. این فیلم در فرمت ۲بعدی، ۳بعدی و ۳بعدی آیمکس به نمایش درآمده است.

## پذیرش

### گیشه
خروج: خدایان و پادشاهان در ۱۲ دسامبر در ۳٬۵۰۳ سینما آغاز به کار کرد. در روز افتتاحیه ۸٫۷ میلیون دلار (به علاوه اکران شبانه سه شنبه در ۲٬۵۰۰ سینما) را بدست آورد. فیلم در هفته اول اکران در جایگاه اول جدول فروش با ۲۴٫۱۱۴٫۹۳۵ دلار با میانگین ۶٫۸۸۸ دلار در هر سینما که به مراتب کمتر از نوح با میزان (۴۳٫۷ میلیون دلار) بود. در خارج از آمریکای شمالی فیلم در ۱۰ کشور در تاریخ ۴و۵ دسامبر اکران شد و فروشی معادل ۲۳٫۱ میلیون دلار از ۶٫۴۶۲ سینما در اولین هفته اکران را داشت. در هفته دوم فیلم ۱۷٫۸ میلیون دلار در ۲۷ کشور در رده دوم پشت سر فیلم هابیت: نبرد پنج سپاه قرار گرفت. فیلم در ۱۳ کشور در رده نخست قرار داشت. در هفته سوم، فیلم ۳۰٫۹ میلیون دلار دیگر نیز از ۳۹ بازار به دست آورد و همچنان در رده دوم پشت سر فیلم هابیت: نبرد پنج سپاه قرار داشت. این فیلم بهترین افتتاحیه‌ها از روسیه(۸ میلیون دلار)، برزیل(۶٫۶ میلیون دلار)، کره جنوبی(۶٫۲ میلیون دلار)، مکزیک(۵٫۴ میلیون دلار)، فرانسه(۵٫۳ میلیون دلار)، انگلستان(۴٫۲۵ میلیون دلار)، اسپانیا(۳٫۷ میلیون دلار) و آلمان(۳٫۶ میلیون دلار) را داشت.

### نقدها
خروج: خدایان و پادشاهان نقدهای متوسط رو به منفی دریافت کرد. بازی‌ها و جلوه‌های ویژه فیلم مورد ستایش قرار گرفت، ولی منتقدها فیلمنامه و کم‌کاری روی کاراکتر را مورد انتقاد قرار دادند. فیلم نمره ۲۷٪ راتِن را در راتن تومیتوز از ۱۷۸ نقد به دست آورد؛ و رتبه‌بندی ۴٫۹ را از ۱۰ انجمن منتقد فیلم دریافت کرد که در مجموع نقدهای خوبی را کسب نکرد. در متاکریتیک فیلم از ۴۲ نقد نمره ۵۲ از ۱۰۰ را بدست آورد. فیلم در پی مطرح شدن ایراد پیام سیاسی، با استعانت از نوعی قهرمان سازی عوام گرایانه از پیامبری اولوالعزم بهره می‌برد تا آن را نماد لیبرالیسم دموکراسی طلب بداند. همچون که شخصیت‌هایی چون اسکندر در فیلم الیور استون یا اسپارتاکوس در فیلم استنلی کوبریک دارای این چهره بودند و این خود یکی از گرایش‌های فریبکارانه هالیوود تلقی می‌شود. این فیلم با واکنش منفی منتقدان به لحاظ ایرادهای تاریخی فراوان موجود در آن روبه رو شد. اسکات مندلسن، منتقد مجلهٔ فوربس، آن را یک افتضاح و فاقد هیجان و طنز خواند. به عقیدهٔ او، «خروج: خدایان و شاهان»، ملودرامی است با فیلمنامه و بازی‌های بد که همهٔ جنبه‌های دراماتیک از آن گرفته شده‌است، در حالی که می‌توانست داستانی عاطفی، گیرا و شورانگیز باشد.
همچنین جیمز براردینلی نیز در مقایسهٔ این فیلم با «ده فرمان» سیسیل ب دو میل، آن را اثر ضعیف‌تری دانسته که تنها امتیاز آن زرق و برق دیداری آن است. وی در مجموع، فیلم را یک «شکست محض» ارزیابی کرده‌است.